# Enciklopedija avstralskih umetnikov
Enciklopedija avstralskih umetnikov (DAA, Dictionary of Australian Artists) je rezultat projekta, ki se je začel voditi v sedemdesetih letih na Univerzi v Sydneyju pod vodstvom Bernarda Smitha.  Projekt je financiral Australian Research Council. Po upokojitvi leta 1981 je razvoj projekta nadaljeval Joan Kerr (1938–2004).
Enciklopedija je dostopna todi na spletu -  Dictionary of Australian Artists Online (DAAO).